# Opiliaceae
Opiliaceae es una familia de plantas fanerógamas. Desde su descubrimiento ha sido reconocida por los taxonomistas.
El sistema APG II, de 2003, también reconoce esta familia y la incluye en el orden  Santalales. Comprende diez géneros con varias docenas de plantas tropicales. El género más importante por número de especies y altura de sus plantas es Agonandra, el único de Sudamérica. Varios géneros de esta familia contienen especies parásitas. 

## Descripción
Son árboles perennifolios pequeños, arbustos o lianas, parásitos de raíces, glabros o pubescentes; plantas hermafroditas o dioicas. Hojas alternas (dísticas), simples, enteras, cortamente pecioladas, exestipuladas, hojas secas finamente tuberculadas debido a los cistolitos localizados en el mesófilo. Inflorescencias paniculadas, racemosas, umbeladas o espigadas, axilares o caulifloras, brácteas angostamente ovadas o escuamiformes, frecuentemente caducas; flores pequeñas, actinomorfas, bisexuales o unisexuales, 3–5 meras; perianto de un solo verticilo, los tépalos valvados, libres o parcialmente unidos, raramente ausentes; estambres en igual número que los tépalos y opuestos a ellos, anteras 2-loculares, dehiscencia longitudinal; disco intrastaminal lobado, anular o cupular; ovario súpero, 1-locular, con un óvulo sencillo péndulo, estilo corto o ausente, estigma entero o levemente lobado. Fruto una drupa; semilla grande con un embrión cónico pequeño, embebido en abundante endosperma oleaginoso.

## Géneros
| - Agonandra - Cansjera - Champereia - Gjellurupia - Lepionurus | - Melientha - Opilia - Pentarhopalopilia - Rhopalopilia - Urobotrya |